# 偶像活動Friends！角色列表
偶像活動Friends！角色列表是《偶像活動Friends！》的登場角色介紹。
劇中登場人物年齡隨時間軸改變，以第1、2期主角友希愛音和湊美緒為準：第1話時為中學二年級、第51話時為高中一年級。

## 主要人物

### Pure Palette
友希愛音（Yuuki Aine）
配音員：日：松永茜／台：楊凱凱、連婉鈞（預告片）
7月20日出生，巨蟹座，血型O型。
街機1彈登場玩家。動畫故事的故事主角。
常用品牌：Sugar Melody。
第1期時就讀中學二年級，從星睦學園普通科轉至偶像科的學生。性格明朗、積極善良。
擅長交朋友，每交一個朋友就會記錄在友誼相冊中，口頭禪是「放馬過來☆」。
她和校園中最受歡迎的偶像湊美緒成為好朋友，並組成雙人組合。
家中經營喫茶店，在5兄弟姊妹中為次女。
湊美緒（Minato Mio）
配音員：日：木戶衣吹／台：劉如蘋
1月6日出生，魔羯座，血型A型。
街機1彈登場玩家。動畫故事的故事主角。
常用品牌：MATERIAL COLOR。
自身的服裝品牌MATERIAL COLOR的繆斯兼設計師。
第1期時就讀中學二年級，星睦學園偶像科的學生。擁有非常突出的時尚感。
外表看起來不好接近，但其實是個善解人意的人。喜歡友希家的企鵝小潘。
童星出身的頂尖偶像，因為與愛音成為好朋友為契機組成雙人組合，並以「鑽石友誼」為目標。

### Honey Cat
蝶乃舞花（Chouno Maika）
配音員：日：美山加戀／台：徐瑀甄
8月8日出生，獅子座，血型O型。
街機1彈登場玩家。
常用品牌：Dancing Mirage。
第1期時就讀中學二年級，星睦學園偶像科的學生。是個如成熟女性般大氣的神秘女孩。
運動神經很好，擅長舞蹈，也是很受歡迎的模特。
很喜歡祭典等與熱血有關的事物，熱衷於幫地區足球隊加油，有懼高症，也害怕鬼怪。
與大一屆的繪麻組成雙人組合。
日向繪麻（Hinata Ema）
配音員：日：二之宮唯／台：連婉鈞
3月21日出生，牡羊座，血型B型。
街機1彈登場玩家。
常用品牌：COLORFUL SHAKE。
第1期時就讀中學三年級，星睦學園偶像科的學生。歌唱能力和節奏感出眾。
個性活潑外向，對愛音等學妹總是表現大姊姊的樣子。口頭禪是「包在姐姐身上！！！」。
是學校袋棍球社成員，具有國家級選手的運動實力，比較害怕小動物。

### Love Me Tear
神城卡蓮（Kamishiro Karen）
配音員：日：田所梓／台：楊凱凱
10月4日出生，天秤座，血型B型。
街機1彈登場玩家，街機6彈以中學生的時期登場。
常用品牌：Classical Ange。
第1期時就讀高中二年級。為去年贏得鑽石友誼杯的雙人組合「Love Me Tear」的成員，為星睦學園的畢業生。
自幼受英才教育，從弓箭、插花、料理都精通，多才多藝的一流名門千金。是個有如天使般慈祥的女孩。
偶爾會做出讓朋友兼搭檔的未來感到不可思議的事情。
明日香未來（Asuka Mirai）
配音員：日：大橋彩香／台：劉如蘋
5月9日出生，金牛座，血型A型。
街機1彈登場玩家，街機6彈以中學生的時期登場。
常用品牌：Milky Joker。
自身的服裝品牌Milky Joker的繆斯兼設計師。
第1期時就讀高中二年級。雙人組合「Love Me Tear」的成員，亦為星睦學園的畢業生。
喜歡社群網路、對流行話題敏感的努力家，堪稱是偶像們的榜樣。
熱情開朗，充滿活力，非常關心朋友兼搭檔的卡蓮。

### Reflect Moon
白百合咲夜（Shirayuri Sakuya）
配音員：日：陶山惠實里／台：連婉鈞
6月9日出生，雙子座，血型AB型。
街機3彈登場玩家。
常用品牌：Luna Witch。
第1期時就讀中學二年級，月夜乃學園的學生。擅長占卜的偶像，經營高人氣的占卜網站「月的裏側」。
平時容易寂寞害羞，但有著演員的才華，在螢光幕前能展現讓人驚豔的演技。
以占星骰子和書進行占卜。
第2期與輝夜轉至星睦學園高中部就讀。
白百合輝夜（Shirayuri Kaguya）
配音員：日：桑原由氣／台：劉如蘋
6月9日出生，雙子座，血型AB型。
街機4彈登場玩家。
常用品牌：Moon Maiden。
第1期時就讀中學二年級，月夜乃學園的學生。
白百合咲夜的雙胞胎妹妹。
性格有些高傲，但心思細膩，對姐姐咲夜非常景仰，認為自己沒有與姐姐相當的才能。
同樣擅長占卜，但和咲夜不一樣的是用水晶球占卜。
第2期與咲夜轉至星睦學園高中部就讀。

### I Believe
天翔響（Tensho Hibiki）
配音員：日：日笠陽子／台：王貞令、徐瑀甄（預告片）
5月25日出生，雙子座，血型B型。
街機閃耀的寶石1彈登場玩家。
常用品牌：Heavenly Perfume。
突然在愛音面前出現的偶像活動藝人。
充滿魅力，成熟而且具有風格的偶像，比任何人都帥氣。
擁有自己的秘書團隊「Lovely Friends」。
和「Love Me Tear」的兩人同年，而且關係很好，和未來是對手關係。
艾麗西亞·夏洛特（Alicia Charlotte）
配音員：日：大西沙織／台：徐瑀甄
2月23日出生，雙魚座，血型A型。
街機閃耀的寶石2彈登場玩家。
常用品牌：Glorious Snow。
曾經和響一組的偶像。
有著獨特氣氛的美少女和讓人看到著迷的魅力。
索爾伯特王國的公主，和「Love Me Tear」的兩人同年。怕熱。
因為家裡發來的急電在五年前和響的Friends關係休止並離開偶像界，後來在愛音等人的幫助下再次站到舞台上，並與響和好，決定前往日本重新開始活動。

### BABY PIRATES
真波瑪琳（Manami Marin）
配音員：日：田中愛美／台：楊凱凱
街機5彈登場玩家。
常用品牌：Antique Sailor。
為去年在鑽石友誼杯獲得第二名的雙人組合「BABY PIRATES」的成員。
新海琳娜（Shinkai Rinna）
配音員：日：鬼頭明里／台：劉如蘋
街機5彈登場玩家。
常用品牌：Silky Ocean。

### 其他人物
春風若葉（Harukaze Wakaba）
配音員：日：逢來凜／台：連婉鈞
9月3日出生，處女座，血型A型。
街機閃耀的寶石3彈登場玩家。
常用品牌：Humming Leaf。
第2期時就讀中學3年級。
目標要成為「Pure Palette」那樣的偶像，並在「未來的奇蹟試鏡」中被未來選中的孩子。
有著可愛的聲音和像海綿一樣的吸收力。
好奇心旺盛，對於新的事物都會表現出豐富的表情。
可可（Coco）
配音員：日：諸星堇／台：徐瑀甄
街機5彈登場玩家。
導覽系統「Aikatsu Navi」的AI，擔任協助偶像們活動的解說角色。充滿幹勁，感情豐富，偶爾會做出不同於平日的舉動。

## 星睦學園

### 教職員
圓城寺環（Enjoji Tamaki）
配音員：日：中原麻衣／台：徐瑀甄
星睦學園的所屬經紀人，負責規劃美緒、繪麻、舞花及愛音四人的偶像工作。
黛健（Ken Mayuzumi）
配音員：日：平川大輔／台：歐祖豪
星睦學園所屬髮型設計師。
蜂谷千春（Hachiya Chiharu）
配音員：日：佐藤利奈／台：連婉鈞
星睦學園所屬服裝顧問，也是Sugar Melody的服裝設計師。
針生六四郎（Haryuu Rokushirou）
配音員：日：鳥海浩輔／台：歐祖豪
「Reflect Moon」的經紀人。與飼養的刺蝟在一起。

### 普通科學生
平田日葵（Hirata Himari）
配音員：日：田中貴子／台：劉如蘋
第1期時就讀中學二年級，普通科的學生，愛音一年級時的同班同學。
井上彩羽（Inoue Iroha）
配音員：日：富岡美沙子／台：徐瑀甄
第1期時就讀中學二年級，普通科的學生，愛音一年級時的同班同學。

### 偶像科學生
野野村（Nonomura Nonoha）
配音員：日：高柳知葉／台：
月野（Tsukino Tsukasa）
配音員：日：柴田芽衣／台：
雪村柚姫（Yukimura Yuki）
配音員：日：紡木吏佐／台：
歌川烏拉拉（Utagawa Urara）
配音員：日：和久井優／台：

## 當地偶像
海老原奈子（Ebihara Nako）
配音員：日：富岡美沙子／台：徐瑀甄
仁科妮可（Nishina Nico）
配音員：日：田中那實／台：連婉鈞
伊勢涼香（Isuzu Suzuka）
配音員：日：山岡百合／台：徐瑀甄
熊野（Kumano Chihori）
配音員：日：市之瀨加那／台：
風見（Kazami Kanata）
配音員：日：田中貴子／台：
江坂笑美里（Esaka Emiri）
配音員：日：中惠光城／台：

## 家人

### 友希家
友希正宗（Yuuki Masamune）
配音員：日：保村真／台：歐祖豪
愛音的父親。經營喫茶店「企鵝咖啡廳」。
友希寧音（Yuuki Nene）
配音員：日：增田由紀／台：劉如蘋
愛音的母親。
友希和音（Yuuki Kazune）
配音員：日：石谷春貴、鬼頭明里（9歳）／台：歐祖豪、連婉鈞（9歳）
愛音的哥哥。
友希鈴音（Yuuki Suzune）
配音員：日：福沙奈惠／台：楊凱凱
愛音的姐姐。
友希桃音（Yuuki Momone）
配音員：日：高田憂希／台：徐瑀甄
愛音的妹妹。
友希嘉津音（Yuuki Yoshitsune）
配音員：日：齋藤綾／台：連婉鈞
愛音的弟弟。
小潘（Penne）
配音員：日：保村真／台：歐祖豪
友希家飼養的企鵝。

### 湊家
湊玲子（Minato Reiko）
配音員：日：甲斐田裕子／台：連婉鈞
美緒的母親。時裝設計師，設計了鑽石禮服。
湊理（Minato Osamu）
配音員：日：杉田智和／台：歐祖豪
美緒的父親，工業設計師，強烈喜歡對稱。

### 蝶乃家
蝶乃拳詩郎（Chouno Kenjiro）
配音員：日：諏訪部順一／台：歐祖豪
舞花的父親。
蝶乃舞（Chouno Mai）
配音員：日：山口由里子／台：楊凱凱
舞花的母親。
蝶乃舞人（Chouno Maito）
配音員：日：小野賢章／台：歐祖豪
舞花的哥哥。

### 夏洛特家
雷歐·夏洛特（Leo Charlotte）
配音員：日：石田彰／台：歐祖豪
艾麗西亞的父親。索爾伯特王國的國王。
蘇菲·夏洛特（Sophie Charlotte）
配音員：日：大原沙耶香／台：楊凱凱
艾麗西亞的母親。索爾伯特王國的王后，在艾麗西亞留學日本期間因病去世。
查爾斯·夏洛特（Charles Charlotte）
配音員：日：和久井優／台：連婉鈞
艾麗西亞的弟弟。索爾伯特王國的王子。

## 其他
紫面道諾亞（Shimendo Noa）
配音員：日：齋賀光希／台：劉如蘋
Dancing Mirage的服裝設計師。曾經和千春在同一間設計師事務所工作。
夏、紘、愛（Natsu、Hiro、Mana）
配音員：日：齋藤千和、矢作紗友里、西田望見／台：徐瑀甄、連婉鈞、楊凱凱
響的秘書團隊「Lovely Friends」的成員。
能登鏡（Noto Kagami）
配音員：日：森奈奈子／台：歐祖豪
娜娜（Nana）
YouTube上的偶像活動！頻道「偶Tube」的虛擬YouTuber，樣貌跟可可相似。動畫中未登場。

## 外部連結
- 電視動畫《偶像活動Friends！》官網人物介紹 （页面存档备份，存于） （日語）
- 電視動畫《偶像活動Friends！》東京電視台官網人物介紹 （页面存档备份，存于） （日語）